# ナルシル
ナルシル（Narsil）は、J・R・R・トールキンの小説『指輪物語』に登場する架空の剣。劇中において主要登場人物の一人であるアラゴルンに託されるが、元々はドゥーネダインの上級王エレンディルの剣で、ドワーフの名工テルハールの作であるという出自が設定されている。その名は剣が太陽の光と月の光で輝いていたことに由来する（クウェンヤ：Anar 太陽、Isil 月）。

## 概要
エレンディルはバラド＝ドゥーアの包囲戦においてこの剣を振るった。かれはエルフの上級王ギル＝ガラドとともにサウロンと戦い、二人は討ち死にしたが、同時にサウロンも倒れた。この時、ナルシルは倒れたエレンディルの下で二つに折れた。エレンディルの長子イシルドゥアは柄に残った刃でサウロンの手から一つの指輪を切り落とした。
イシルドゥアは折れた剣を持ち帰り、第三紀2年にイシルドゥアがあやめ野でオークに襲われたとき、剣はイシルドゥアの従者オホタールの手に渡された。かれは剣をイシルドゥアの末子ヴァランディルが養育されていた裂け谷へと持ち帰った。
折れたナルシルの刃はバラヒアの指輪、エレンディルの星、アンヌーミナスの王笏とともにアルノールの王家の宝の一つとなり、北方王国が滅びた後は裂け谷に置かれて、北方の野伏の宝でありつづけた。しかし、エルロンドの「この剣は支配する指輪が見いだされサウロンが戻ってくるまで鍛え直されることはないだろう」という予言により、ナルシルは指輪戦争にいたるまで鍛え直されることはなかった。
第三紀2951年、サウロンが公然とその存在を明らかにした年、ナルシルの刃はバラヒアの指輪とともにイシルドゥアの後裔であるアラゴルンに渡された。
第三紀3018年、エルロンドの会議で一つの指輪の発見が明らかになるとついにナルシルは鍛えなおされ、アンドゥーリル（アンドゥリル、Andúril）と新たに名付けられた。アンドゥーリルはシンダール語で「西方の焔」の意味。
剣はまた折れたる剣とも呼ばれた。ゴンドールの執政の息子、ボロミアは夢のお告げの「折れたる剣を求めよ」と言う言葉にしたがって裂け谷を訪れ、エルロンドの会議に参加することとなった。

## 映画版
ピーター・ジャクソンの映画『ロード・オブ・ザ・リング』ではナルシルは二つではなく、いくつのもの破片に砕けており、砕けた理由もサウロンが踏み敷いたためとなっていた。またアンドゥーリルに鍛え直されたのは第3部『王の帰還』になってからであり、その後でエルロンドからアラゴルンに渡された。
ちなみにこの剣が修復される場面の描写は、折れた箇所を熱しながらハンマーで叩くという独特の工程であった。溶接と鍛造を同時に行っているような不思議なこの作業は、まさにエルフの剣ならではと言えよう。なおこのシーンのエルフの鍛冶師は、本物の鍛冶師が演じているそうである（アイゼンガルドの地下でのオークの鍛冶師も本物の鍛冶師）。